# Гай Сервілій Гемін (претор)
Гай Сервілій Гемін (лат. Gaius Servilius Geminus; ? — після 203 до н. е.) — політичний та військовий діяч часів Римської республіки, претор 218 року до н. е.

## Життєпис
Походив з патриціанського роду Сервіліїв, його гілки Гемінів. Син Публія Сервілія Геміна, консула 252 та 248 років до н. е. У 220 році до н. е. обрано курульним едилом. У 218 році до н. е. обрано претором. Того ж року увійшов до колегії тріумвірів, яким було доручено вивести римські колонії Кремона і Плаценція в Цізальпійській Галлії, біля річки Падан (сучасна По). Незабаром вимушений був придушувати повстання галів — бойїв та інсумбрів, проте зазнав поразки й потрапив у полон. Того ж року після приходу до Італії Ганнібала Геміна було передано карфагенянам. 15 років провів у полоні. Повернувся до Риму у 203 році до н. е. За цей час за деякими відомостями його сини перейшли зі стану патриціїв до плебеїв, але це достовірно не підтверджено. Подальша доля невідома.

## Родина
- Гай Сервілій Гемін, консул 203 року до н. е.
- Марк Сервілій Пулекс Гемін, консул 202 року до н. е.